# Grayshott
Grayshott – wieś w Anglii, w hrabstwie Hampshire, w dystrykcie East Hampshire. Leży 45 km na wschód od miasta Winchester i 62 km na południowy zachód od Londynu.